# Валитроника
Валитроника или валлитроника (от англ. valleytronics) — раздел физики полупроводников, в котором изучаются области локальных экстремумов (долины) в электронной зонной структуре. Некоторые полупроводники имеют несколько долин в первой зоне Бриллюэна, они известны как многодолинные полупроводники. Валитроника — это технология управления такой степенью свободы, локальным максимумом/минимумом в валентной зоне или зоне проводимости таких многодолинных полупроводников.
Термин был придуман по аналогии со спинтроникой. В то время как в спинтронике внутренняя степень свободы спин используется для хранения, манипулирования и считывания битов информации, подход валитроники состоит в том, чтобы выполнять аналогичные задачи, используя множественные экстремумы зонной структуры, чтобы информация в виде нулей и единиц хранилась в виде различных дискретных значений квазиимпульса носителей тока.
Валитроника может относиться к другим формам манипуляции носителями в полупроводниковых долинах, включая квантовые вычисления с кубитами на основе долин, долинную блокаду и другие формы квантовой электроники. Первое экспериментальное свидетельство долинной блокады, предсказанное в работе (который дополняет набор кулоновскую блокаду заряда и спиновый запрет Паули) был обнаружен в кремниевом транзисторе, легированном одним атомом.
Несколько теоретических предсказаний были проверены экспериментально в различных системах, таких как графен, многослойный фосфорен, монослои некоторых дихалькогенидов переходных металлов, алмаз, висмут, кремний, углеродные нанотрубки, арсенид алюминия и силицен.
Эффекты валитроники исследуются также в оптических системах, в фотонных зонных структурах которых возникает несколько долин. К таким системам относятся двумерные фотонные решётки, фотонные кристаллы, плазмонные метаповерхности и другие. Валитронные оптические системы проявляют нетривиальные топологические свойства, в частности на их основе реализованы своеобразные варианты топологического лазера.